# Kukulcania hibernalis
Kukulcania hibernalis es una especie sinantrópica de arácnidos que se encuentra México, Argentina, Brasil, Chile, Colombia, Paraguay y Uruguay.
Esta especie había sido considerada como parte del género Filistata, pero ahora está considerada en el género Kukulcania. Las arañas de la familia Filistatidae están más frecuentemente asociadas con otras familias que tienen una estructura llamada “cribellum” (una “placa” productora de seda que se encuentra más al interior).

## Descripción
Kukulcania hibernalis es una especie que presenta un alto grado de dimorfismo sexual. Las hembras son negro-grisáceas y de 3 a 3.5 cm de longitud corporal. El abdomen es “alongado-ovoidal”, y a veces se le puede ser considerablemente distendido, en caso de haberse alimentado o que la hembra esté preñada. El macho mide entre 9 y 10 mm de longitud, es de color beige o ámbar con patas largas y pedipalpos; también tienen una cinta café desde la parte trasera de los ojos y va disminuyendo hasta terminar la caja torácica. Así mismo, los machos de K. hibernalis son generalmente más largos que L. reclusa. Tienen patas más largas y pedipalpos más largos, y tienen 8 ojos agrupados en una prominencia, en comparación con los seis ojos ( tres pares) de la L. reclusa.

## Hábitos y hábitat
A La Kukulcania hibernalis le gustan los espacios cerrados especialmente oscuros: las esquinas de las ventanas, el espacio entre las puertas, cajas y demás escondrijos. Las hembras y los ejemplares jóvenes tejen telarañas especializadas que son encontradas principalmente en casas, puentes o cualquier estructura de manufactura humana. Su telaraña es muy distintiva: bajo el microscopio parecería "lanosa", esto se debe a la acción del calamistrum que empuja la seda desde él. Esta seda tiene partes más gruesas y pegajosas que son características de otras especies de arañas. Esto, junto con la forma característica de su red, ayuda a la captura de sus presas. Los machos no construyen redes, en vez de eso, vagan en búsqueda de hembras para aparearse. Las hembras ponen un número aproximado de 200 huevos que son puestos en una bola de seda de unos 15 mm de diámetro y son cuidados dentro del nido. Las hembras pueden vivir hasta 8 años.
Esta especie no es de importancia médica. Es, sin embargo, beneficiosa ya que captura insectos considerados pestes: moscas, cucarachas, escarabajos entre otros. 
Identificación:
Su distintiva telaraña, la protuberancia donde se localizan los ojos, el tamaño y color en ambos sexos;  la longitud de las patas y pedipalpos la hacen de fácil identificación. Los machos son fácilmente capturados en exteriores y a las hembras se les ve en las afueras de su nido.
Manejo:
Estas arañas se localizan en o a los alrededores de las casas o edificios porque sus presas son atraídas por las luces. Para prevenir infestaciones de estas arañas se recomienda limpiar y/o reparar las bases de las ventanas, así mismo los espacios sobre y debajo de las puertas deben ser sellados;  reparar los hoyos en las paredes y la constante limpieza de los rincones en nuestro hogar, evitará en mayor medida que se alojen en nuestra casa. 

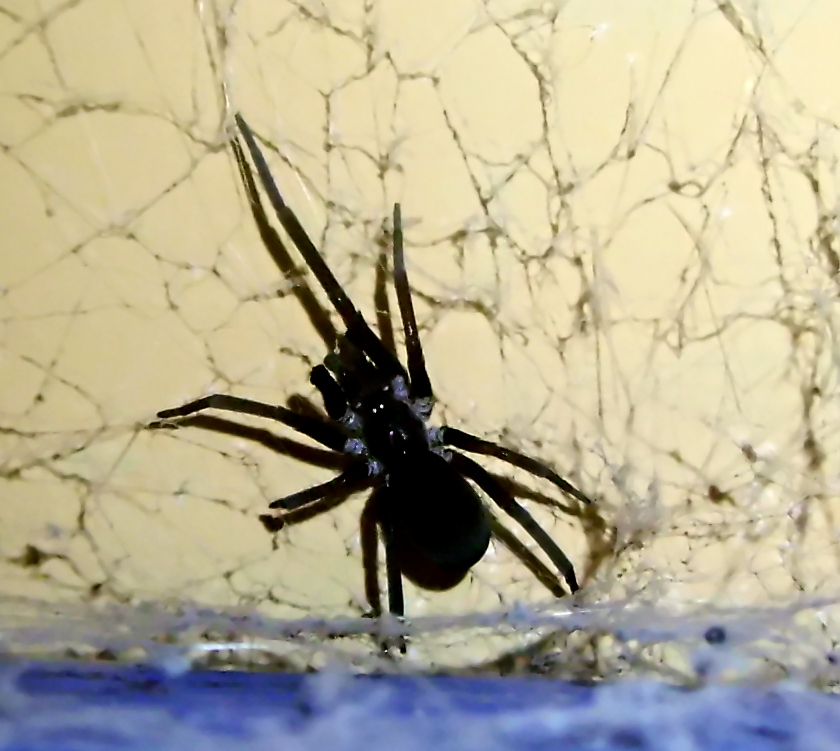
Hembra adulta de Kukulcania Hibernalis en la entrada de su nido